# سایمون شوبل
سایمون شوبل (انگلیسی: Simon Schobel؛ زادهٔ ۲۲ فوریهٔ ۱۹۵۰) بازیکن هندبال اهل آلمان است.